# Freak You Out
"Freak You Out" är en låt framförd av Kinnda från albumet Kinnda. Den är skriven av Kinnda och RedOne.
Låten nådde högst 12 plats på svenska singellistan.